# Садрединов, Тимур Ирфанович
Тиму́р Ирфа́нович Садреди́нов (род. 9 мая 1989, Москва) — российский автогонщик, мастер спорта.
Автоспортивную карьеру начал в 9 лет. С 1999 года выиграл множество внутрироссийских соревнований, с 2006 года участвует в европейских гонках. В 2007 году в возрасте 18 лет стал самым молодым участником WTCC. В Ошерслебене Садрединов, выступая на SEAT Leon за команду «GR Asia», набрал 10 очков, что позволило ему занять в чемпионате 14 место в незаводском Yokohama Independents' Trophy. Из-за проблем с паспортом на следующий этап в Брэндс-Хэтч вместо Садрединова поехал Сергей Крылов.

## Гоночная карьера

### Начало карьеры
Карьера Тимура Садрединова началась с багги-карта. Впервые он принял участие в соревнованиях зимой 1999 г., в Кубке Московской Автомобильной Федерации. Затем стал выигрывать Чемпионаты и Первенства Российской и Московской Федераций. В 2000 г. (в 11 лет) Тимур получил разрешение РАФ на участие в классе Ока-Юниор. На первом кольцевом соревнование он занял 5 место из 23. В 2001 г. в кольцевых гонках стал 3-м по итогам сезона, в 2002 стал также 3-м в Первенстве России по кроссу. В 2003 и 2004 годах одержал множество побед в различных сериях. В начале 2004 г. Тимур перешёл в Кубок Лада.

### Полная статистика участия в соревнованиях[4]
| Год        | Соревнование                                                                                              |
| ---------- | --- |
| 1999, 2000 | Победитель Кубка Московской Автомобильной Федерации по багги-карту                                        |
| 1999, 2000 | Чемпион России по багги-карту (два раза)                                                                  |
| 2001       | Бронзовый призёр Первенства России по автокольцевым гонкам в классе «ОКА-юниор»                           |
| 2002       | Бронзовый призёр Первенства России по автомобильному кроссу в классе «ОКА-юниор»                          |
| 2003       | Победитель Первенства России по трековым гонкам в классе «ОКА-юниор» (два раза)                           |
| 2003       | Серебряный призёр Первенства России по автокроссу в классе «ОКА-юниор»                                    |
| 2004       | Победитель Первенства России по автокроссу в классе «ОКА-юниор»                                           |
| 2004       | Серебряный призёр Первенства России по ралли-кроссу в классе «ОКА-юниор»                                  |
| 2004       | Победитель Чемпионатов Москвы и Московской области по зимним трековым гонкам                              |
| 2004       | Участник «Кубка Лады»                                                                                     |
| 2005       | Бронзовый призёр традиционной гонки «Осенний марафон» в классе «Кубок LADA»                               |
| 2005       | Самый молодой пилот Чемпионата России в классе «LADA Revolution», 6 место в личном зачёте                 |
| 2006       | Победитель этапов Чемпионата России в классе «Туринг Лайт» и этапов Кубка России в классе «Суперпродакшн» |
| 2006       | Участник Кубка ADAC Volkswagen Polo, новичок года                                                         |
| 2006       | Серебряный призёр Кубка Европы по автогонкам в классе «Суперпродакшн»                                     |
| 2006       | Участник RTCC (команда Спорт-Гараж)                                                                       |
| 2007       | Победитель Гонки Звёзд «За рулём»                                                                         |
| 2007       | Участник Чемпионат России по зимним трековым гонкам в классе «N-1600»                                     |
| 2007       | Призёр этапов европейского Суперкубка Seat Leon                                                           |
| 2007       | Участник чемпионата мира по автогонкам в классе «Туринг», два заезда, 2-й и 7-й в незаводском зачёте      |
| 2009       | Призёр этапа Кубка «Renault Logan» по ралли                                                               |
| 2009       | Участник Кубка России по ралли                                                                            |
| 2010       | Победитель Гонки Звёзд «За рулём»                                                                         |
| 2010       | Участник Еврокубка «Seat Leon»                                                                            |
| 2010       | Участник Кубка Европы по автогонкам в классе «Туринг»                                                     |
| 2011       | Бронзовый призёр Гонки Звёзд "За рулём"                                                                   |